# Jörg Spengler
Jörg Spengler (ur. 23 grudnia 1938 w Remscheid, zm. 26 listopada 2013 w Norymberdze) – niemiecki żeglarz sportowy. Brązowy medalista olimpijski z Montrealu.
Reprezentował barwy RFN. Zawody w 1976 były jego jedynymi igrzyskami. Trzecie miejsce zajął w klasie Tornado. Partnerował mu Jörg Schmall. W 1975 wspólnie zostali mistrzami świata. Spengler z nowym partnerem był ponownie mistrzem globu w 1977.